# Cingilia uncinularia
Cingilia uncinularia är en fjärilsart som beskrevs av Johann August Ephraim Goeze 1780. Cingilia uncinularia ingår i släktet Cingilia och familjen mätare. Inga underarter finns listade i Catalogue of Life.